# El comercio del dolor
El comercio del dolor es el decimotercer disco de la banda de rock española Reincidentes.
Con el disco pretenden poner voz a los explotados del mundo y en el mismo siguen con la línea de letras reivindicativas y de denuncia de conflictos globales como el de Oriente Próximo así como los inherentes a la sociedad española de mediados de los años 2000.
El título del disco que además también es el nombre del que fue el primer sencillo del mismo, surgió tras ver el discurso de Pilar Manjón, presidenta de la Asociación de Afectados por el 11-M, en el Congreso de los Diputados, y con el que pretendían denunciar "la mediocridad de la utilización política de los muertos".

## Lista de canciones
1. El comercio del dolor
2. Ya no estamos tod@s
3. Sin reaccionar (Ganao parte 3)
4. Egoísmo
5. Rock and roll
6. Romance de las piedras (con Kutxi Romero de Marea)
7. Dios salve a Mc Farland
8. Se fue
9. Realeza
10. Desastre
11. Otra historia
12. Esclavos
13. Un@ mas
14. Todo no da igual